# Navcam
Navigational camera (Navcam) (в переводе с англ. — «навигационная камера») — тип камер, устанавливаемых на планетоходах или космических аппаратах, используемых для навигации и не мешающих научным инструментам. Навигационные камеры обычно создают широкоугольные фотографии, которые используются для планирования следующих передвижений планетохода или для отслеживания объектов. 
Марсоход «Кьюриосити», который совершил посадку на Марс в 2012 году, имеет две пары чёрно-белых навигационных камер, установленных на мачте для поддержки наземной навигации. Камеры имеют угол обзора 45° и используют видимый свет для создания стереоскопических трёхмерных изображений. Эти камеры, как и в миссии «Марс Пасфайндер», поддерживают использование формата сжатия ICER.
Марсоходы миссии Mars Exploration Rover имеют одну пару чёрно-белых навигационных камер, которые закреплены на титановой планке вместе с основными камерами (Pancam). Планка находится на вершине мачты (Pancam Mast Assembly) марсохода на высоте 1,5 метров. Navcam состоит из двух частей: блока электроники и детекторной головки, которая включает в себя оптическую часть и ПЗС-матрицу. Два блока соединяются эластичным шлейфом. В связи с тем, что блок электроники находится вне марсохода, то он содержит нагревающийся резистор, который обогревает электронику до минимальной рабочей температуры в -55 °C. Navcam имеет светосилу f/12 и фокусное расстояние 14,67 мм. В Navcam, как и в других камерах марсоходов MER, применяется ПЗС-матрица с разрешением 1024×2048 фирмы Mitel. Чип разделен на две части: одна часть размером 1024×1024 чувствительна к свету и непосредственно создаёт изображения, а вторая часть размером 1024×1024 принимает эти данные для хранения/считывания. Чтобы не быть чувствительной к свету она закрыта черным алюминиевым экраном. Каждая Navcam имеет поле зрения 45°× 45°. Угловое разрешение в центре поля зрения составляет 0,82 мрад/пиксель, что выше, чем у основных камер спускаемого аппарата «Марс Пасфайндер» (0,99 мрад/пиксель), но ниже, чем камер спускаемых аппаратов «Викинг», работающих в режиме высокого разрешения (0,7 мрад/пиксель). Размер одного пикселя ПЗС-матрицы составляет 12×12 микрон. Лучшее для съёмок фокусное расстояние достигается на дистанции в 1 м. Номинальное время экспозиции для полуденной съёмки на поверхности Марса (при прозрачности атмосферы 0,5) составляет 0,25 сек. Одна Navcam весит 220 грамм и потребляет 2,15 Вт. Navcam работает совместно с камерами Hazcam.
Космический аппарат «Розетта» Европейского космического агентства использовал одну навигационную камеру с 5° полем зрения и разрешением 12 бит 1024 × 1024 пикселей.

Галерея
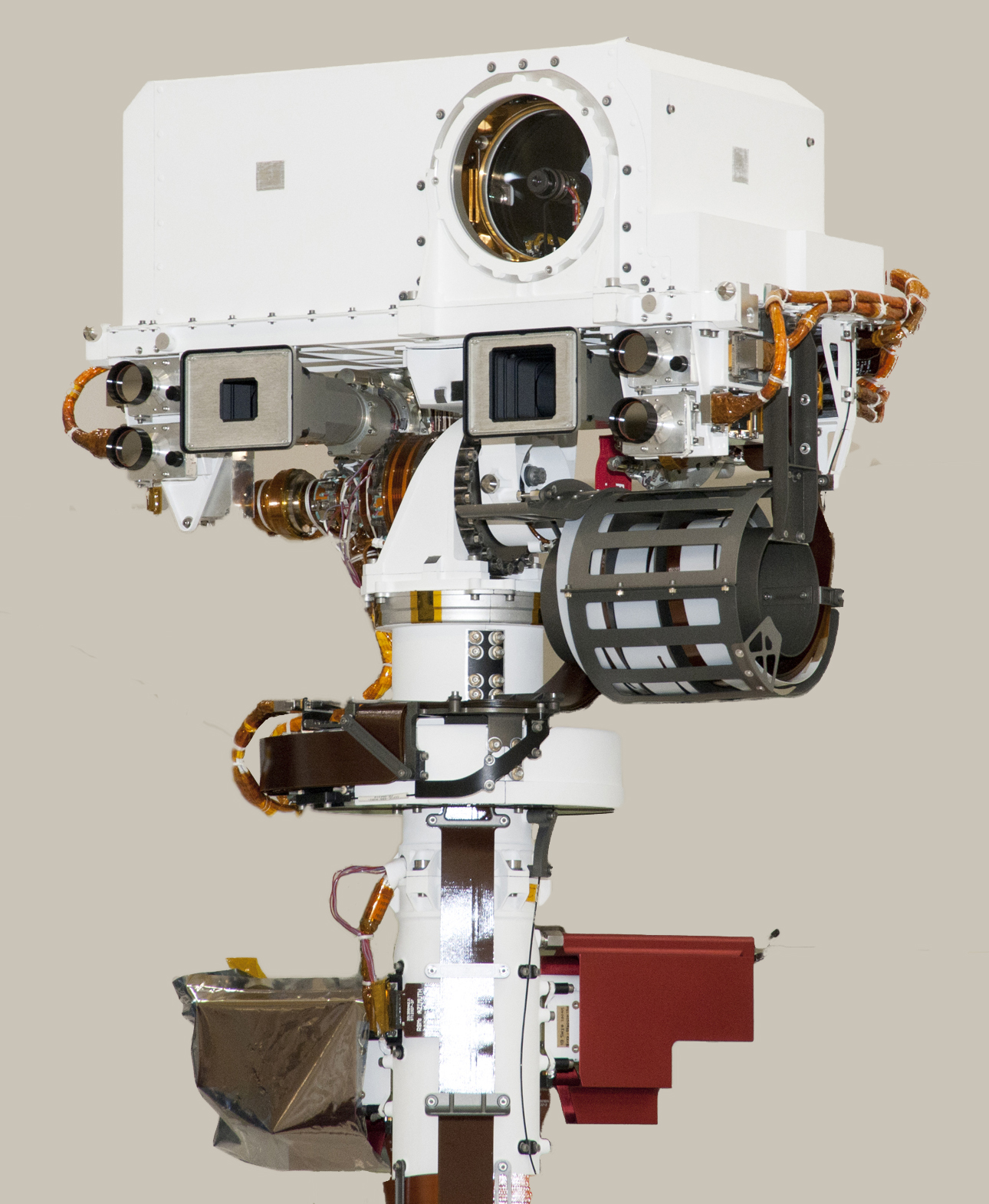
Мачта марсохода «Кьюриосити», на которой можно наблюдать две пары Navcam (по краям)
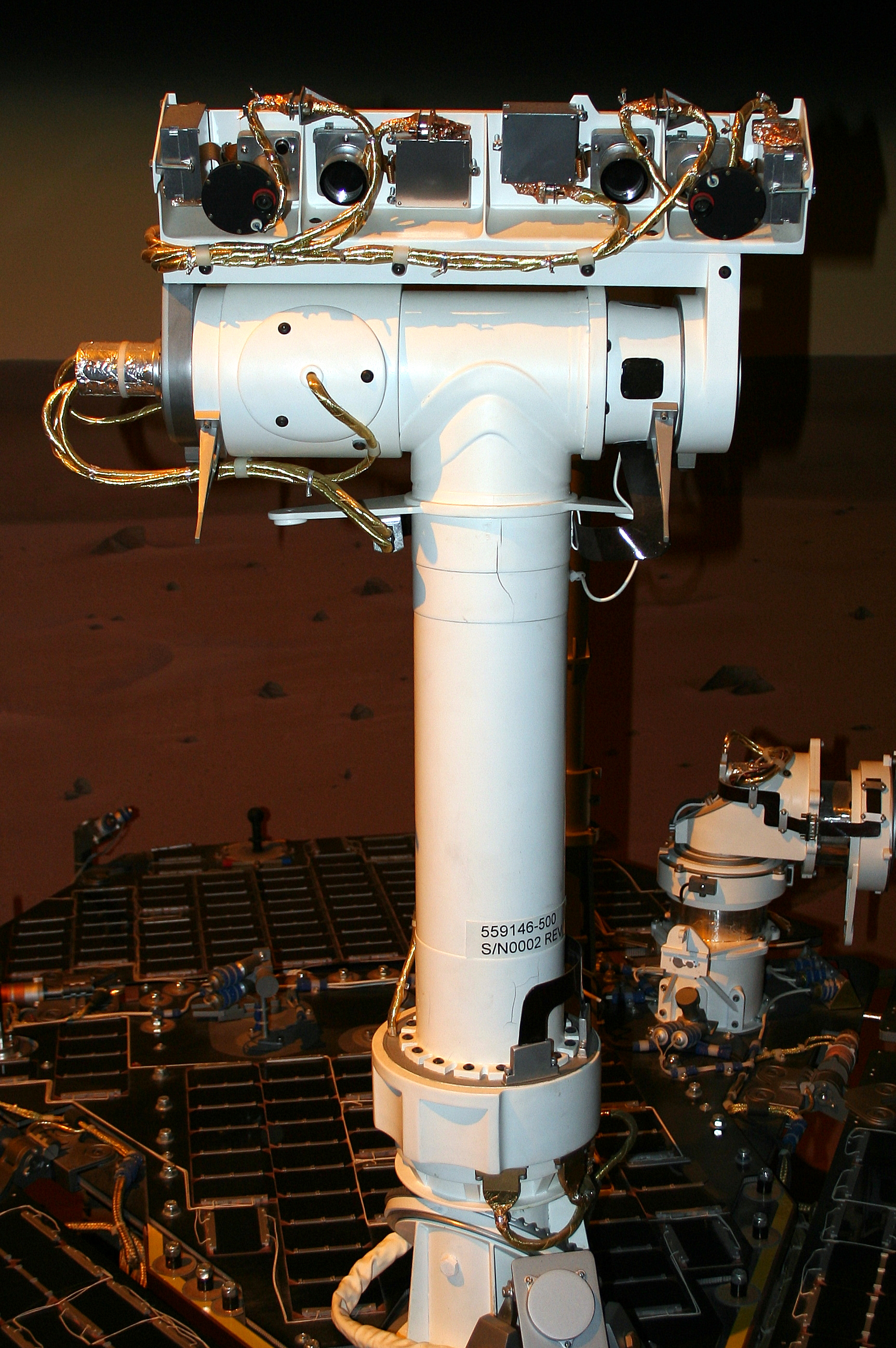
Мачта марсоходов миссии Mars Exploration Rover с двумя камерами Pancam (по краям) и двумя камерами Navcam
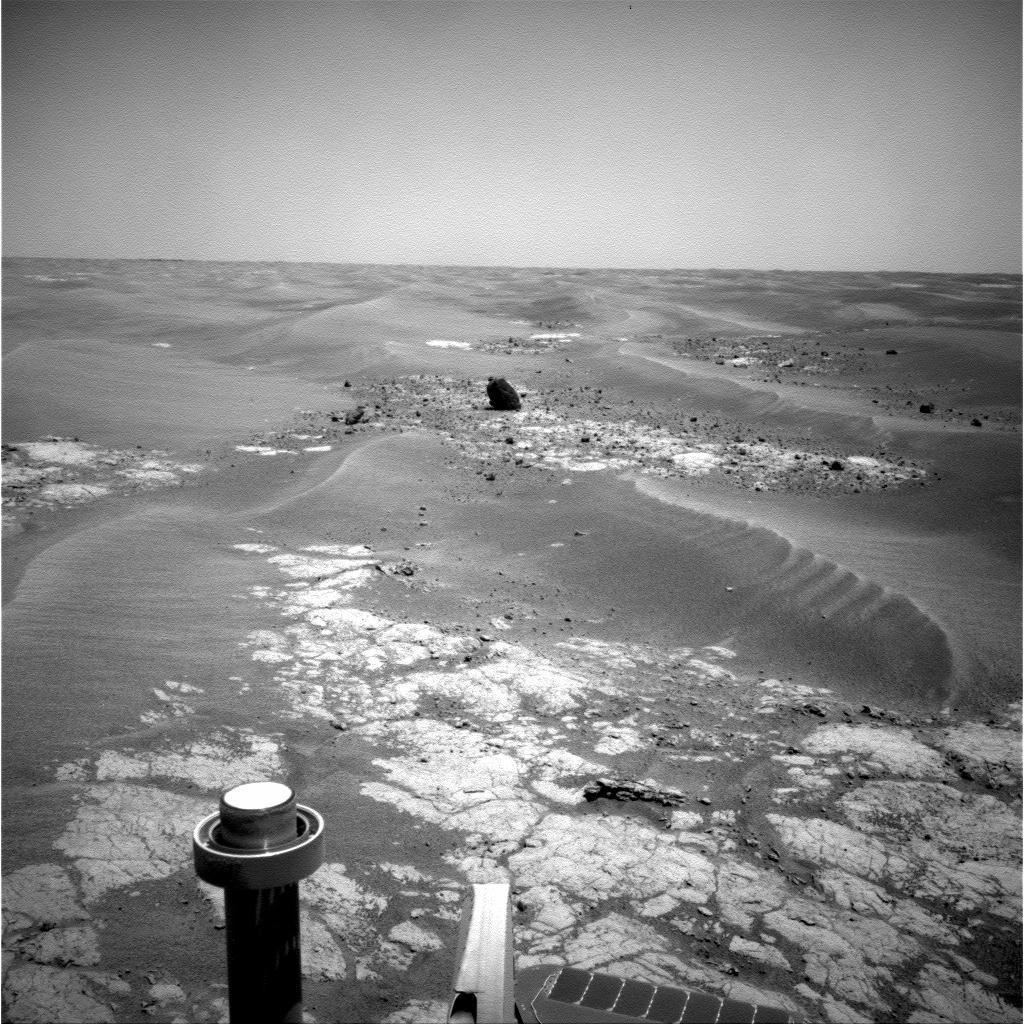
Пример снимка от Navcam марсохода «Оппортьюнити»
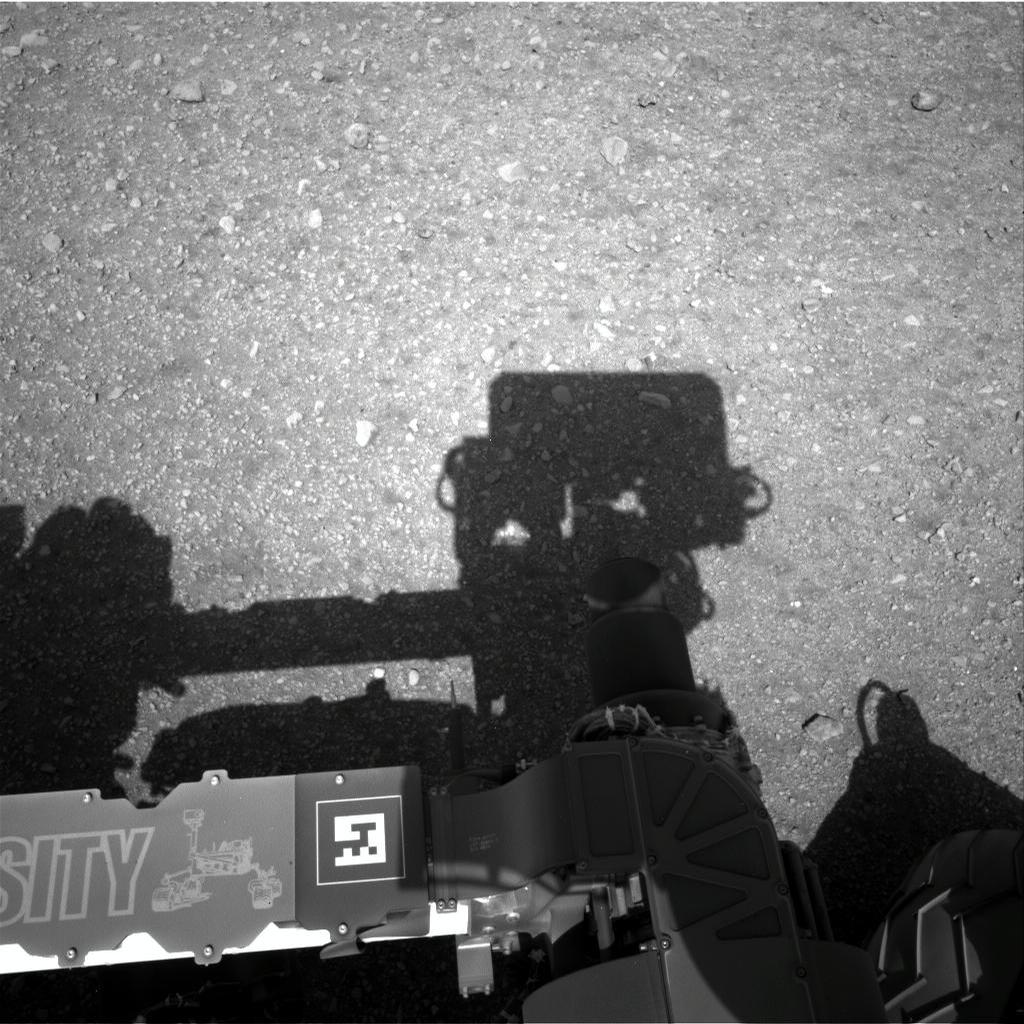
Первый снимок от Navcam марсохода «Кьюриосити» на Марсе